# Archiv für Kriminologie

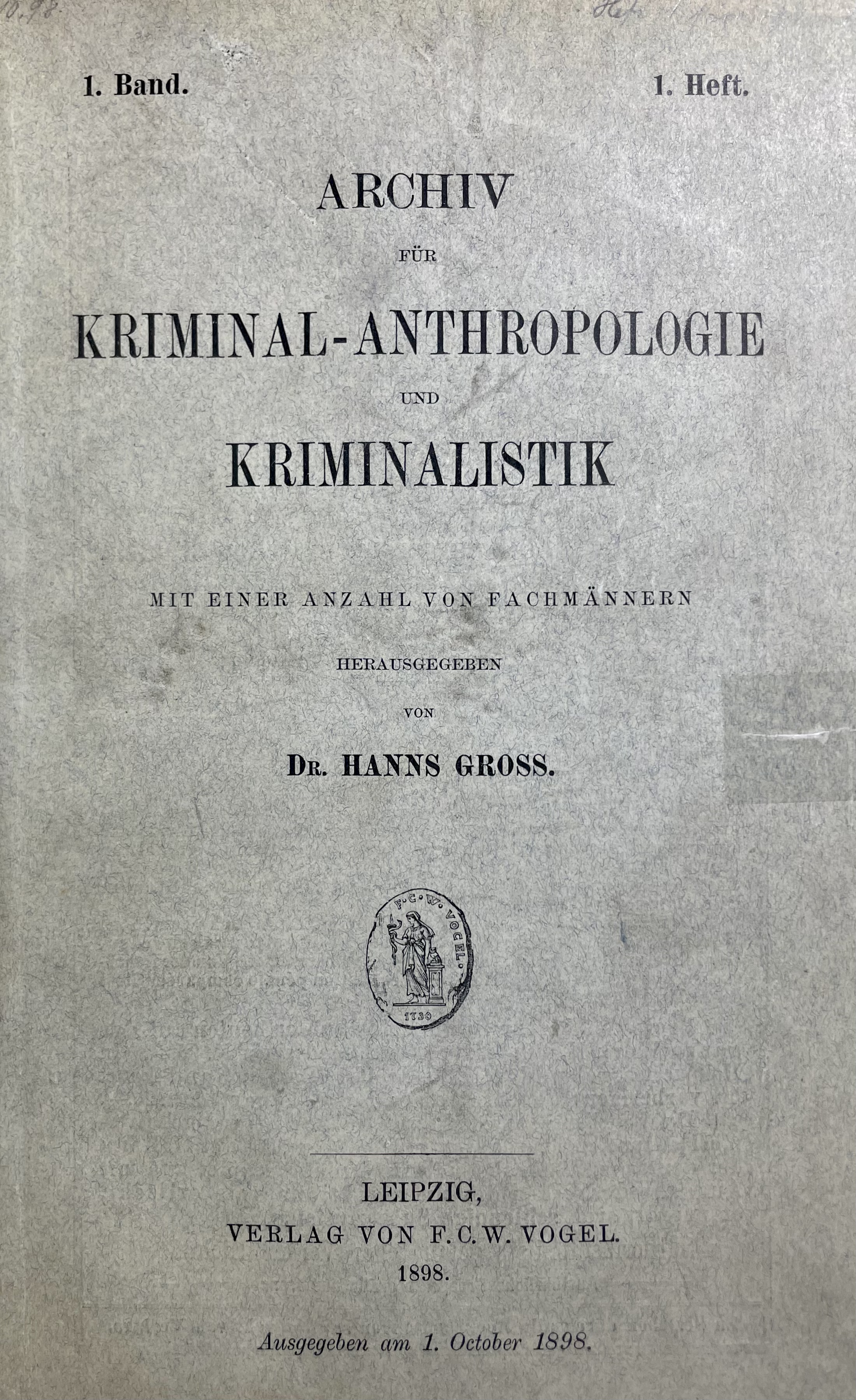
Erstes Heft des Archiv für Kriminologie

Das Archiv für Kriminologie (Untertitel: unter besonderer Berücksichtigung der gerichtlichen Physik, Chemie und Medizin; Abkürzungstitel: Arch Kriminol oder ArchKrim) ist eine deutsche Fachzeitschrift des Schmidt-Römhild-Verlages, die das Verbrechen ursprünglich in seinem anthropologischen Zusammenhang betrachtete.
Die Ersterscheinung war am 1. Oktober 1898; das Archiv „ist somit die älteste kriminologische Zeitschrift der Welt“. Gegründet wurde sie von Han(n)s Gross „mit einer Vielzahl von Fachmännern“ als Archiv für Kriminal-Anthropologie und Kriminalistik. Der erste Artikel stammte vom Psychologen Freiherr von Schrenck-Notzing und handelte vom Strafrecht bei sexuellen Psychopathien.
Der inhaltliche Schwerpunkt der Zeitschrift liegt heute auf dem Gebiet Rechtsmedizin; die langjährigen Herausgeber der letzten Jahrzehnte waren entsprechend Instituts-Direktoren aus diesem Fach.